# Falanruk malgaski
Falanruk malgaski, falanruk (Eupleres goudotii) – gatunek drapieżnego ssaka z podrodziny falanruków (Euplerinae) w obrębie rodziny falanrukowatych (Eupleridae). Wcześniej zaliczany był do rzędu owadożernych ze względu na kształt uzębienia, a następnie do wiwerowatych. Do Eupleridae wyłoniony w wyniku przeprowadzonych badań molekularnych.

## Taksonomia
Rodzaj i gatunek po raz pierwszy zgodnie z zasadami nazewnictwa binominalnego opisał w 1835 roku francuski biolog Louis Michel François Doyère nadając im odpowiednio nazwy Eupleres i Eupleres goudotii. Holotyp pochodził z Toamasiny, na Madagaskarze. Jedyny przedstawiciel rodzaju falanruk (Eupleres). 
W obrębie Eupleres ogólnie rozpoznawane są dwa gatunki lub podgatunki: goudotii i major. Można je łatwo rozróżnić na podstawie cech morfologicznych, ale badania oparte na danych molekularnych wykazały, że te dwie formy nie są względem siebie monofiletyczne i żadna z nich nie powinna być rozpoznawana nawet na poziomie podgatunku. Autorzy Illustrated Checklist of the Mammals of the World uznają ten gatunek za monotypowy. 

### Etymologia
- Eupleres: gr. ευ eu „dobry, ładny”; πληρης plērēs „pełen, pełny”; w aluzji do pełnej liczby 5 palców na przednich i tylnych łapach[10].
- goudotii: Jules-Prosper „Bibikely” Goudot  (ur. 1803), francuski przyrodnik, entomolog, kolekcjoner z Madagaskaru, Komorów i Maskarenów w latach 1830–1857[11].

## Zasięg występowania
Falanruk malgaski występuje endemicznie we wschodnim, zachodnim i północno-zachodnim Madagaskarze.

## Opis
Długość ciała (bez ogona) 45,5–65 cm, długość ogona 22–25 cm, długość ucha 4–5 cm, długość tylnej stopy 8–9,2 cm; masa ciała 1,6–4,6 kg. Głowa wydłużona zwężająca się ku przodowi, zakończona spiczastym pyskiem. Ubarwienie płowe, jaśniejsze na brzuchu. 

## Ekologia
Aktywny w nocy, żywi się owadami i małymi kręgowcami. 

## Ochrona
Gatunek zagrożony, objęty konwencją waszyngtońską  CITES (załącznik II).